# Руи Дуарте де Барос
Руи Дуарте де Барос (порт. Rui Duarte de Barros‎) је политичар из Гвинеје Бисао. Вршилац је дужности премијера Гвинеје Бисао од 16. маја 2012. године. Пре тога је био министар финансија од 2002. године.